# Невинната ти
„Невинната ти“ (на испански: Inocente de ti) е мексиканска теленовела от 2004 г., продуцентски дебют на Натали Лартио, режисирана от Мигел Корсега и Виктор Мануел Фульо за Телевиса в сътрудничество с Fonovideo. Адаптация е на радио новелата Enamorada, създадена от Инес Родена.
В главните роли са Камила Соди и Валентино Ланус, а в отрицателните - Елена Рохо и Каролина Техера. Специални участия вземат първите актьори Лупита Ферер и Рикардо Блуме.

## Сюжет
Флоресита е младо и красиво момиче, което продава цветя на улицата, за да може да изхранва своето семейство, състоящо се от сестра, двама братя и баща, отдаден на алкохола. Майка ѝ ги е изоставила още в детска възраст, и живеят с мисълта, че е умряла. Хулио Алберто е млад мъж, огорчен от живота, защото годеницата му е умряла в ръцете. Ребека, неговата майка, го манипулира да се ожени за богато момиче. Един ден Флоресита се запознава с Ракел, сестра близначка на Ребека, която е собственичка на дома, където живеят Ребека и децата ѝ. Ракел решава да остави цялото си богатство на Флоресита, заради нейната добрина, а не на злата Ребека. Ребека убеждава Хулио Алберто да съблазни Флоресита заради парите, но постепенно двамата се влюбват.

## Актьори
Част от актьорския състав:
- Камила Соди – Флор де Мария „Флоресита“ Гонсалес де Линарес-Роблес
- Валентино Ланус – Хулио Алберто Костийо Линарес-Роблес
- Елена Рохо – Ребека Линарес-Роблес / Ракил Линарес-Роблес вдовица де Кастийо
- Каролина Техера – Нурия Савал Монтеро
- Луис Хосе Сантандер – Серхио Далмачи Рионда
- Карла Алварес – Аурора
- Рикардо Блуме – Армандо Далмачи
- Карла Монрой – Глория дел Хунко
- Лупита Ферер – Габриела Смит
- Кати Барбери – Маите Далмачи
- Салвадор Пинеда – Рубен Гонсалес
- Мигел Корсега – Маурисио Риверол
- Патрисия Рейес Спиндола – Клеотилде

## Премиера
Премиерата на Невинната ти е на 8 ноември 2004 г. по Canal de las Estrellas. Последният 130. епизод е излъчен на 6 май 2005 г.

## Адаптации
Невинната ти е базирана на радио новелата Enamorada, създадена от Инес Родена. Върху същата са създадени следните адаптации:
- Теленовелата La italianita, продуцирана за RCTV (Венецуела) през 1973 г., режисирана от Хуан Ламата. С участието на Марина Баура и Елио Рубенс.
- Теленовелата Rina, продуцирана за Телевиса (Мексико) през 1977 г., режисирана от Валентин Пимстейн. С участието на Офелия Медина и Енрике Алварес Феликс.
- Теленовелата Rubí rebelde, продуцирана за RCTV (Венецуела) през 1989 г., режисирана от Ренато Гутиерес. С участието на Мариела Алкала и Хайме Араке.
- Теленовелата Мария Мерседес, продуцирана за Телевиса (Мексико) през 1992 г., режисирана от Валентин Пимстейн. С участиено на Талия и Артуро Пениче.
- Теленовелата Maria Esperanza, продуцирана за SBT (Бразилия) през 2007 г., режисирана от Енрике Мартинс. С участието на Барбара Пас и Рикардо Раморо.
- Теленовелата Maria Mercedes, продуцирана за ABS-CBN във Филипини, режисирана от Чито Роньо през 2013 г., С участието на Джеси Мендиола и Джейк Куенка.

## „Невинната ти“ в България
В България теленовелата е излъчена през 2006–2007 г. по Диема Фемили. Ролите се озвучават от Йорданка Илова, Даниела Йорданова, Нина Гавазова, Здравко Методиев и Николай Николов.